# 사랑하고 있다는 걸
《사랑하고 있다는 걸》은 손지창의 첫 싱글 앨범이다.

## 개요
사랑하고 있다는 걸은 손지창의 발라드 저력을 발효하여 확고하게 각인시킨 앨범이다.

## 수록곡
1. 사랑하고 있다는 걸 (마지막 승부 삽입곡) (Tittle) - 3:54 (손지창 작사 / 김성면, 이태섭 작곡)
2. 우리 사랑이야기 - 3:54 (김성면 작사 / 안윤영 작곡)
3. 숙명 - 3:25 (손지창 작사 / 김성면, 이태섭 작곡)
4. 내 마지막 날까지 - 4:31 (손지창 작사 / 안윤영 작곡)
5. 사랑하고 있다는 걸 (Inst.) - 4:05 (김성면, 이태섭 작곡)

## 제작진
- Recording Studio : 강남 Studio
- Executive Producer : 최준성
- Producer : 김성면, 이태섭, 안윤영
- Photo & Design : PRIME
- Recorded & Mixed at : 강남 Studio, 가락 Studio
- Recording & Mixing Engineer : 임창덕, 김홍기
- Assistant Engineer : 이용준, 최부광, 고승욱
- Computer Programning by : 안윤영, 오상준, 김준환
- Composed & Arranged by : 김성면, 이태섭, 안윤영
- Lyrics by : 손지창, 김성면
- Electric Guitar : 이태섭, 손진태
- Keybords : 김문정, 김준환, 안윤영
- Chorus : 이태섭, 김성면, 손지창, 안윤영, 정연준